# ティトン郡 (ワイオミング州)

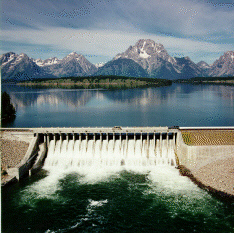
ジャクソン湖ダム

座標: 北緯43度55分 西経110度34分 / 北緯43.917度 西経110.567度
ティトン郡（英: Teton County）は、アメリカ合衆国のワイオミング州にある郡。人口は2万3331人（2020年）。郡庁所在地はジャクソンである。
郡内には広大なジャクソンホールスキー場があり、そのうえグランドティトン国立公園の全域とイエローストーン国立公園の40.4%、同公園の水域（イエローストーン湖など）の96.6%以上をカバーしているまた、住民1人当たりの所得が9万6570米ドルと、ニューヨーク州のマンハッタンに次いで国内で2番目に高い。
ティトン郡はジャクソン小都市統計地域の一部を構成している。

## 歴史
ティトン郡は1921年に設置された。

## 地理
国勢調査によると、この郡の総面積は10,934 km2である。このうち10,380 km2 が陸地で、554 km2 が水域である。総面積の5.07%が水域となっている。

### 隣接する郡
- パーク郡（北）
- フレモント郡（東）
- サブレット郡（南東）
- リンカーン郡（南）
- ボンネビル郡 (アイダホ州)（南西）
- ティトン郡 (アイダホ州)（西）
- フレモント郡 (アイダホ州)（西北西）
- ギャラティン郡 (モンタナ州)（北西）

ティトン郡は、ほかの州の同名の郡と隣り合う全米でも珍しい郡のひとつである。

### 郡内の国立保護区
- ブリッジャー・ティトン国有林（一部）
- カリブー・ターギー国有林（一部）
- グランドティトン国立公園
- ジョン・ロックフェラー2世記念公園道路
- 国立エルク保護地域
- ショショーニ国有林（一部）
- イエローストーン国立公園（一部）

## 人口動静

ティトン郡の人口ピラミッド

2000年の国勢調査で、この郡は18,251人、7,688世帯、及び4,174家族が暮らしている。人口密度は2/km2 （5/mi2）で、1/km2 （3/mi2）の平均的な密度に10,267軒の住居が建っている。この郡の人種的構成は白人93.59%、アフリカン・アメリカン0.15%、先住民0.53%、アジア系0.54%、太平洋諸島系0.03%、その他の人種3.93%、及び混血1.22%で、人口の6.49%がヒスパニックまたはラテン系である。人口のうち19.2%がドイツ系、14.2%がイングランド系、11.7%がアイルランド系、6.7%がアメリカ系移民の子孫である。
7,688世帯のうち、25.60%は18歳未満の子供と暮らしており、45.30%は夫婦で生活している。5.70%は未婚の女性が世帯主であり、45.70%は家族以外の住人と同居している。27.30%は独身の居住者が住んでおり、3.70%は65歳以上で独居である。1世帯あたりの平均人数は2.36人であり、家庭の場合は2.89人である。
郡内の住民は19.90%が18歳未満の未成年、18歳以上24歳以下が9.80%、25歳以上44歳以下が38.30%、45歳以上64歳以下が25.00%、及び65歳以上が6.90%にわたっている。中央値年齢は35歳である。女性100人ごとに対して男性は114.30人いて、18歳以上の女性100人ごとに対して男性は115.50人いる。
この郡の世帯ごとの平均的な収入は54,614米ドルであり、家族ごとでは63,916米ドルである。男性の34,570米ドルに対して女性は29,132米ドルの平均的な収入がある。この郡の一人当たりの収入 (per capita income) は38,260米ドルである。人口の6.00%及び家族の2.80%は貧困線以下である。18歳未満の5.70%及び65歳以上の4.40%は貧困線以下の生活を送っている。

## 町村

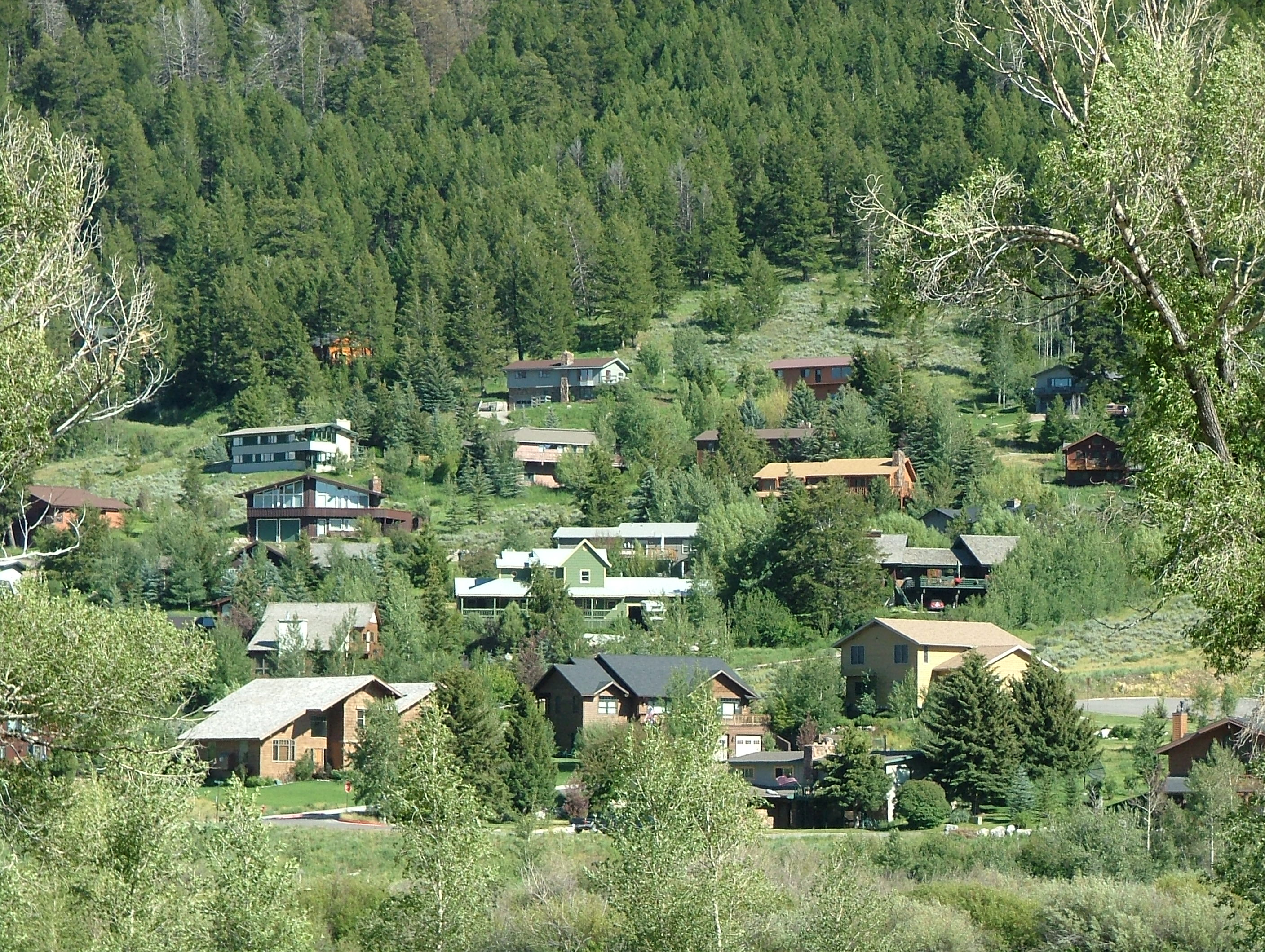
ジャクソンの別荘

町
- ジャクソン（郡庁所在地）

国勢調査指定地域
- アルタ（en:Alta, Wyoming）
- ホバック（en:Hoback, Wyoming）
- ムース・ウィルソン・ロード（en:Moose Wilson Road, Wyoming）
- ラフター・J・ランチ（en:Rafter J Ranch, Wyoming）
- サウス・パーク（en:South Park, Wyoming）
- ティトン・ヴィレッジ（en:Teton Village, Wyoming）
- ウィルソン（en:Wilson, Wyoming）

その他
- ケリー（en:Kelly, Wyoming）
- モラン（en:Moran, Wyoming）